# 華北衛矛

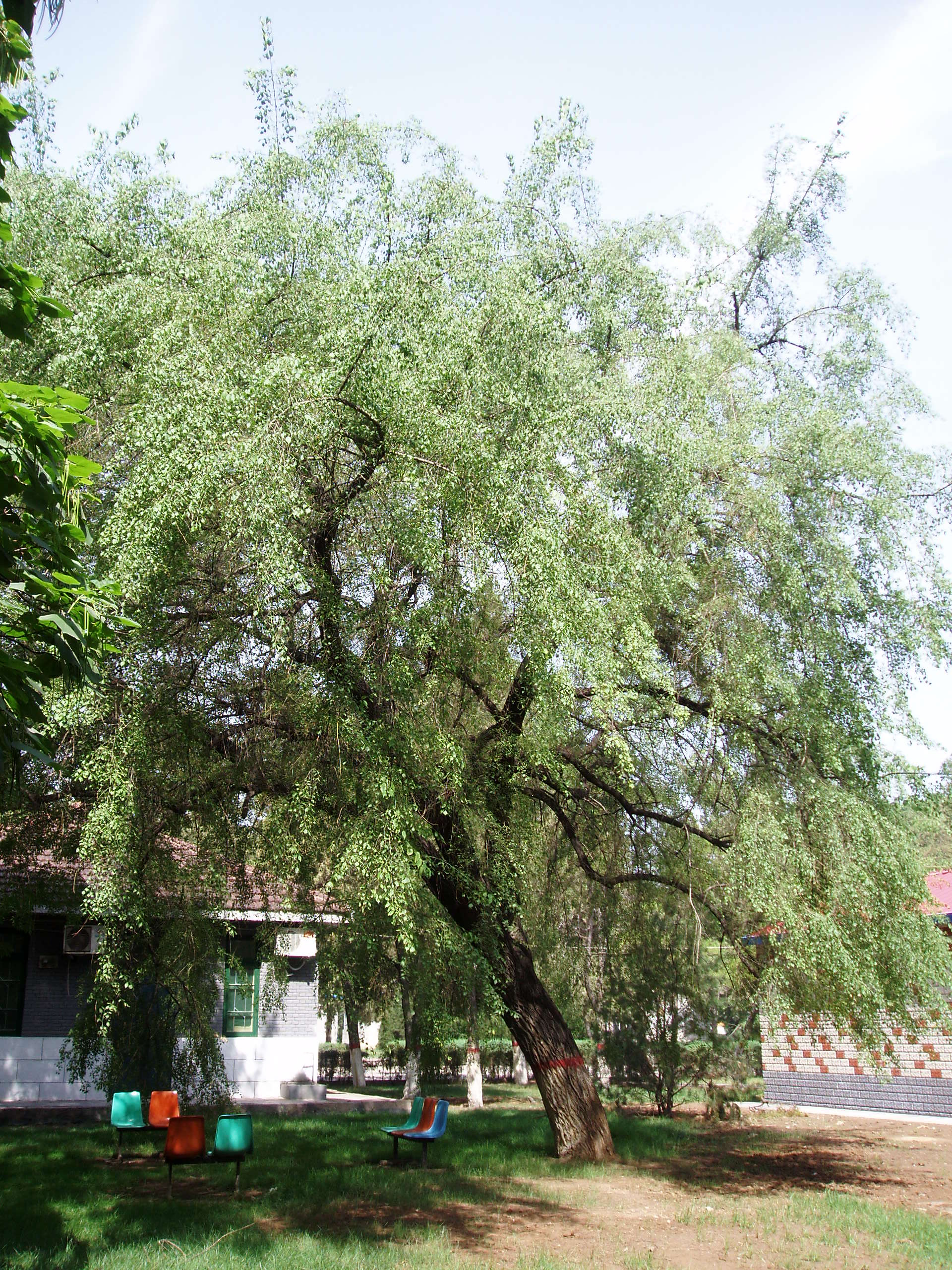
丝棉木大树

華北衛矛（Euonymus maackii），又名白杜、明開夜合、絲綿木、絲棉木，是衛矛屬的一種落叶乔木，分布于中国南北各地，春季开小花，种子四面有四个棱角。叶子椭圆形。
丝棉木的木材细致，可以作为雕刻的工艺品和版画用材，树皮和根都可以作为中药材。丝棉木也可以作为绿化和行道树。

## 外部連結
- 絲棉木 Simianmu （页面存档备份，存于） 藥用植物圖像數據庫（香港浸會大學中醫藥學院）（繁體中文）（英文）